# 泃河
40°06′32″N 117°02′40″E / 40.10898°N 117.04457°E
泃河是北京地区的一条河流。

## 历史沿革
齐师及燕，战于泃水，齐师遁。——《竹书纪年》
泃河，古称泃水，在战国时期已有记载。战国时期泃河为水运渠道。民国初年加深后在平谷县内设寺渠、芮营、英城三个大渡口，直到1939年以前是平谷地区与外地交通的的唯一航道。

## 河流简介
泃河发源于河北省兴隆县跑马场乡和茅山乡。流经北京市平谷区后汇入蓟运河。全长180公里，流域面积3278.05平方公里。支流有洳河（旧城错河）、金鸡河、州河和武河（午河）。1958年后修建了城下水闸、杨庄水库、海子水库和三河分水闸。 
泃河行洪能力250立方米/秒，武河（午河）泄洪能力212立方米/秒。1971年开挖引泃入潮河后，泃河上游洪水导入潮白新河入海。

## 河流流向
泃河自河北省兴隆县青灰岭南麓，南流天津市蓟州区北部黄崖关，经罗庄子村急转西流，在泥河村附近流入北京市平谷区，后流入海子水库。出水库后继续西流，在平谷旧城外折转南流，经马坊镇流入河北省三河市，最后在天津市宝坻区与州河汇流后流入蓟运河。
泃河在平谷区境内，先后纳入了将军关石河、黑水湾石河、南山村石河、黄松峪石河、北寨石河、鱼子山石河、夏各庄石河、大旺务石河，是平谷区排涝泄洪的唯一通道。

## 自然地理
流域地貌形成于中生代燕山运动，总体地势北高南低，大致划分为中低山区、丘陵区与平原区。
流域为暖温带半湿润型大陆性季风气候，多年平均降水量为662毫米，多年平均年径流量为2.85亿立方米，多年平均输沙量为10.5万吨。

## 自然灾害
泃河流域内水旱灾害比较严重。清光绪二十年（公元1894年）五月十八日，大雨连下40天，雨量达1200毫米，水进南城门，农舍被淹，人死很多。